# Тарловский, Василий Иванович
Василий Иванович Тарловский (14.8.1902 — 3.10.1990) — командир стрелковой роты 201-го гвардейского стрелкового полка 67-й гвардейской стрелковой дивизии 23-го гвардейского стрелкового корпуса 6-й гвардейской армии 1-го Прибалтийского фронта, гвардии старший лейтенант. Герой Советского Союза.

## Биография
Родился 14 августа 1902 года в деревне Очижа ныне Червенского района Минской области Белоруссии в семье крестьянина. Белорус. Член ВКП(б)/КПСС с 1943 года. В 1940 году окончил Минский педагогический институт. Работал учителем в деревне Горки Червенского района.
С началом Великой Отечественной войны, в июле 1941 года, был призван в Красную Армию. На фронте — с января 1942 года. Боевое крещение принял под Харьковом.
Отступал до Дона и дальше — до Волги. На реке Дон ночью переправился с отделением на оставленный накануне правый берег. Бойцы Тарловского приняли бой, сдерживая наступающих гитлеровцев. Он лично расстрелял из пулемёта 17 гитлеровцев. За это дело он получил первую награду — медаль «За боевые заслуги». Летом 1943 года воевал на Орловщине. На Белгородском шоссе один на один схватился с немецким танком. Гранатой порвал гусеницу, бутылкой с горючей смесью запалил стальную машину.
В 1943 году стал офицером. Окончил курсы заместителей командиров рот по политической части в 65-й армии, курсы усовершенствования командного состава 6-й гвардейской армии.
Под Великими Луками, командуя ротой, старший лейтенант Тарловский получил приказ отбить ночью хорошо укреплённую высотку: четыре пушки и несколько пулемётных гнёзд. В ночь бойцы роты, тщательно маскируясь, прямо в лоб подобрались к траншеям и неожиданно ворвались на вражеские позиции. Задача была выполнена. Потом были бои за освобождение родной Белоруссии.
Отличился в боях при прорыве обороны противника и форсировании реки Западная Двина в июне 1944 года. Рота старшего лейтенанта Тарловского была головной в полку, который шёл на главном направлении прорыва. Первую линию траншей немцы сдали без сопротивления. Рота, не задерживаясь, рванулась дальше, но, прижатая миномётным огнём, залегла. С пулемётом в руках Тарловский поднял солдат в атаку. Форсировав водную преграду в районе деревни Буй, рота оседлала шоссе и отрезала врагу путь отхода.
Указом Президиума Верховного Совета СССР от 22 июля 1944 года за образцовое выполнение заданий командования и проявленные мужество и героизм в боях с немецко-фашистскими захватчиками гвардии старшему лейтенанту Тарловскому Василию Ивановичу присвоено звание Героя Советского Союза с вручением ордена Ленина и медали «Золотая Звезда».
В 1944 году в осенних боях Тарловский был тяжело ранен. До января 1945 года лечился в госпитале в городе Иваново, медкомиссией был признан негодным к строевой службе. На фронт больше не вернулся. После войны продолжал службу в армии до 1953 года. Уволен в запас в звании майора с должности старшего офицера 2 отделения Сталинского райвоенкомата города Иваново.
Остался жить в городе Иваново на родине жены. Родители Тарловского погибли в годы оккупации и возвращаться на родину было не к кому. Некоторое время работал в Ивановском медицинском институте, затем вернулся к своей гражданской профессии — школьного учителя. До 1956 года работал преподавателем физики в школе № 54. Скончался 3 октября 1990 года. Похоронен на Богородском кладбище в Иваново.
Награждён орденами Ленина, Отечественной войны 1-й степени, медалью «За боевые заслуги», другими медалями. В мае 2011 года в городе Иванове, на доме где жил Герой, установлена мемориальная доска (ул. 8 Марта, дом 19).